# Paço da Torre

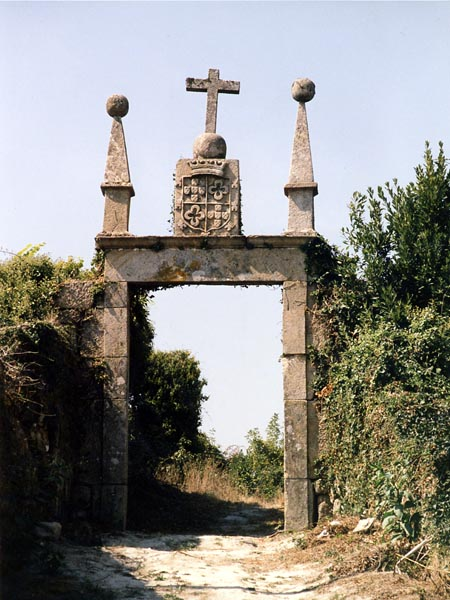
Portão do Paço da Torre, armoriado de Sousa.

O Paço da Torre, ou Paço da Torre de Figueiredo das Donas é um edifício histórico localizado na atual freguesia de Fataunços e Figueiredo das Donas, no município de Vouzela, Distrito de Viseu, em Portugal.

## História
Este Paço teve a sua origem na quintã de Figueiredo de Fataúnços que D. João I doou a João Falcão (c. 1405 – a. 1452), senhor de juro e herdade de Castelo de Vide, Monforte e Póvoas-e-Meadas, senhor das rendas de Elvas, Campo Maior e Juromenha (28 de Dezembro de 1450), alcaide-mor de Mourão, capitão em Tânger, etc. De sua mulher D. Branca de Sousa, filha do mestre da Ordem de Cristo D. Lopo Dias de Sousa, nasceu João de Sousa Falcão (c. 1443 – d. 1510), senhor de juro e herdade da Guarda (20 de Outubro de 1473), fidalgo da Casa Real e vedor da Casa da rainha D. Leonor, que sucedeu na quinta de Figueiredo de Fataúnços e casou com D. Mécia Vaz de Almada, sobrinha do celebrado D. Álvaro Vaz de Almada, 1º conde de Abranches. Deste casamento nasceram vários filhos, entre eles D. Guiomar de Sousa (c. 1485 – d. 1536), que sucedeu na quinta de Figueiredo de Fataúnços e casou cerca de 1501 com João Lopes de Almeida (c. 1465 – 1526), fidalgo da Casa Real, neto materno de D. Lopo de Almeida, 1º conde de Abrantes, e sobrinho do 1º vice-rei da Índia D. Francisco de Almeida. Foi este casal o primeiro viver no Paço da Torre e a ele se devem, portanto, as edificações iniciais. Em 1501 viviam em Viseu, quando D. Guiomar de Souza e seu marido João Lopes de Almeida, escudeiro fidalgo da Casa Real, receberam do Cabido desta cidade o prazo de uma umas casas na rua do Miradouro, que ela em 1528 vendeu a Fernão Ortiz de Vilhegas, chantre da Sé de Viseu.
A 15 de Maio de 1515 João Lopes de Almeida teve provisão real para receber no almoxarifado de Viseu 15.333 reais da sua tença. A 4 de Fevereiro de 1523 João Lopes de Almeida, fidalgo da Casa Real, fez procuração a seu filho Henrique de Almeida para poder receber e cobrar do almoxarifado de Viseu 15.333 reais de sua tença, voltando a ter provisão para receber a mesma tença a 28 de Agosto de 1525. No ano seguinte, a 21 de Fevereiro, já se documenta como João Lopes de Almeida, fidalgo da Casa d’el rei, morador em Figueiredo, do concelho de Lafões, quando fez procuração a Henrique de Almeida e Cid de Sousa, seus filhos, para poderem receber a tença que seu irmão Diogo de Almeida e Briolanja de Almeida, sua mãe, têm assentada no almoxarifado de Vila do Conde. Mas já tinha falecido a 16 de Março de 1526 quando D. Guiomar de Sousa, sua viúva, fez em Viseu procuração a seu filho Henrique de Almeida, em nome dos demais herdeiros, para receber e arrecadar do almoxarife ou recebedor da Alfândega de Vila do Conde, tudo o que se lhes montar e for obrigado a pagar de um desembargo do rei de 8.000 reais. E D. Guiomar ainda vivia a 20 de Junho de 1536, quando D. João III manda que se leve em conta ao recebedor que foi do almoxarifado de Viseu os 8.000 reais que pagou a D. Guiomar de Souza, viúva de João Lopes de Almeida, em parte de sua tença.
Este casal teve vários filhos, todos sem geração, pelo que sucedeu no Paço da Torre a filha mais nova, D Beringeira ou Berengela de Sousa (c. 1515 – d. 1576), que casou cerca de 1535 com Fernão da Fonseca e Castro, fidalgo da Casa Real, capitão-mor de Beja e senhor da vizinha Torre de Bendavizes, que ainda viviam no seu Paço da Torre em 1576, conforme se documenta na assento de casamento da filha. A 10 de Abril de 1560 D. Sebastião passou a «D. Berengela de Souza, mulher de Fernão da Fonseca», um alvará de entrega de dois casais, um em Lafões e outro em Figueiredo, que estavam indevidamente ocupados por caseiros.
Também deste casal nasceram vários filhos, todos sem geração, pelo que sucedeu no Paço da Torre a filha mais nova, D. Damásia de Sousa (c. 1545 - d. 1593), que aí casou a 2 de Março de 1576 com o doutor Lourenço Vaz Pereira de Castro (c. 1530 – a. 1583, Figueiredo das Donas), fidalgo da Casa Real, desembargador da Casa da Suplicação, dos Agravos e da Casa do Cível, corregedor da comarca da Guarda e juiz de fora e dos órfãos de Lagos, licenciado em Leis pela Universidade de Coimbra a 20 de Março de 1551, etc. Deste doutor Lourenço Vaz Pereira existe uma carta de 27 de Junho de 1559 para D. Sebastião, escrita e assinada por ele, com muito bonita letra, onde diz que o rei o mandou ao mestrado de Avis, como seu ouvidor, e expondo que João Mendes, alcaide de Avilla de Fronteira, se ausentara com receio dos erros no dito ofício, que repreendera o juiz de fora Gonçalo de Almeida, que por injustas suspeições que Luís Soeiro movia na Vila de Avis tirava aos pobres muitas fazendas, e requerendo provisão para devassar sobre os casados, amancebados e alcoviteiras de Benavente e Coruche. Sua mulher teve de D. Sebastião uma tença de 10.000 reais e a 12 de Novembro de 1583 D. Filipe I manda pagar 19.900 reais a «D. Damásia de Souza, mulher que foi do doutor Lourenço Vaz Pereira, e D. Maria de Souza, sua filha», por serem devidos das suas tenças de 1580, passando o pagamento do almoxarifado de Elvas para o de Leiria. Daqui se depreende que D. Damásia terá também vivido em Elvas, donde era natural o marido. Na inquirição de genere de seu neto, diz-se que esta D. Damásia e seu marido eram «fidalgos, pessoas nobres de muita qualidade», das «famílias principais desta comarca» (Viseu). Nos paroquiais de Figueiredo das Donas existe uma nota, sem data, próxima de registos de 1593, onde se subentende que D. Damásia já tinha falecido, referindo que havia obrigação de 10 missas por sua alma, impostas num casal que ficou para sua sobrinha homónima. E logo adiante outra nota, também sem data, que diz o seguinte: «Capelas – três missas que he obrigação dizer à sra dona Damásia, uma da Santíssima Trindade, outra do Espírito Santo e outra do Srº do Altar mor».
Foi em vida desta D. Damásia, ou ainda em vida de sua mãe, que o lugar de Figueiredo passou a ser conhecido como Figueiredo das Donas, justamente devido às referidas três gerações de “Donas” que foram senhoras do Paço da Torre, cuja quinta compreendia então a totalidade ou quase a totalidade do lugar. De facto, como ficou dito, ainda no tempo dos avós desta D. Damásia o lugar se chamava apenas Figueiredo e pertencia à circunscrição medieval mais vasta chamada Terra de Figueiredo, que incluía o lugar vizinho que depois se chamou Figueiredo de Alva. Na passagem do século XVI para o XVII, Frei Bernardo de Brito (Monarquia Lusitana, II, p. 416 da edição de 1690) resolveu adaptar a Figueiredo das Donas a lenda dos Figueiroa galegos, a célebre Canção do figueiral, o que é totalmente falso, como todos os investigadores modernos concordam.
De D. Damásia e seu marido foi filha única a já referida D. Maria de Sousa (1577 – 7 de Setembro de 1619), sucessora no Paço da Torre, que casou com o doutor Pedro Barreto de Vasconcelos (c. 1550 – d. 1619), fidalgo da Casa Real, ministro do reino, desembargador do Paço, da Casa da Suplicação e do Porto, ouvidor do crime do Porto, corregedor da comarca da Guarda, juiz da Índia e Mina, juiz de fora em Viseu (1593), corregedor da comarca de Guimarães (1595), etc.
Deles foi filho sucessor o doutor Lourenço de Sousa e Vasconcelos (c. 1600 – a. 1686), fidalgo da Casa Real, cavaleiro da Ordem de Cristo (20 de Setembro de 1678), formado em Cânones pela Universidade de Coimbra (1629 a 1632) e habilitado ao serviço de Sua Majestade (9 de Setembro de 1649). Aparece por vezes, em documentos coevos, com o título de Dom. Nas inquirições vem referido como «fidalgo que vive na sua quintã de Figueiredo das Donas mui limpamente, de suas rendas e à lei da Nobreza, com seus criados, bestas de sela e liteiras». Os pais e avós «andaram ao serviço de S.M. pelas várias partes do reino e só viveram nesta cidade (Lisboa) depois de serem desembargadores».
O doutor Lourenço de Sousa e Vasconcelos casou a 11 de Setembro de 1647 em Casaínho (Canas de Sabugosa), com D. Joana de Seixas de Melo e Cáceres (19 de Outubro de 1633 - 20 de Novembro de 1690), morgada de Nossa Senhora do Rosário de Casaínho, sendo deles filha D. Margarida Cristina de Sousa e Vasconcelos (23 de Junho de 1652 - 28 de Janeiro de 1697), herdeira do Paço da Torre e do dito morgadio de sua mãe, que casou com Manuel de Sousa de Menezes (c. 1624 - 3 de Agosto de 1700), moço fidalgo da Casa Real (confirmação de 17 de Novembro de 1682), comendador da Ordem de Cristo (22 de Maio de 1643), capitão-mor das naus da Índia, tenente-coronel de Milícias, mestre de campo de Auxiliares e superintendente da Cavalaria de Aveiro, etc. Manuel de Sousa de Menezes, que era 4º neto do 3º vice-rei da Índia D. Garcia de Noronha, faleceu no seu Paço da Torre e foi sepultado «no seu túmulo no meio da matriz» de Figueiredo das Donas.
D. Margarida Cristina e seu marido tiveram vários filhos, nomeadamente D. Maria Madalena de Souza de Menezes e Noronha, que foi, pelo casamento, 8.ª senhora da Trofa, com geração, nomeadamente, na Casa de S. Miguel, em Viseu, e no morgado e senhorio de Bordonhos, em São Pedro do Sul.
O filho primogénito, Luís Lourenço de Sousa e Vasconcelos de Menezes e Noronha, moço fidalgo da Casa Real (25 de Junho de 1696), cavaleiro da Ordem de Cristo (15 de Novembro de 1678), tenente-coronel de Milícias e mestre de campo da Auxiliares da comarca de Aveiro, sucedeu no Paço da Torre, onde viveu e faleceu solteiro depois de 1727, tendo sido o último a habitar esta casa que, ficando assim desabitada, aos poucos foi caindo na ruína em que permaneceu muitos anos. Recentemente a propriedade foi comprada e transformada em turismo de habitação.
A imaginação da população local, perdida a memória dos senhores do Paço da Torre, começou no século XX a chamar a essas ruínas, ainda imponentes, o castelo dos Mouros…